# Oncidium acinaceum
Oncidium acinaceum là một loài thực vật có hoa trong họ Lan. Loài này được Lindl. mô tả khoa học đầu tiên năm 1841.